# Университет инженерных технологий Туркменистана имени Огуз хана
Университет инженерных технологий Туркменистана имени Огуз хана (иногда переводится также как Инженерно-технологический университет имени Огуз хана) (туркм. Türkmenistanyň Oguz han adyndaky Inžener-tehnologiýalar uniwersiteti) — высшее учебное заведение в Туркмении.

## История
15 июля 2016 года Указом президента Туркмении Гурбангулы Бердымухамедова вместо Международного туркмено-турецкого университета путём изменения его организационно-правовой формы был создан Университет инженерных технологий Туркменистана имени Огуз-хана, ставший его правопреемником. Новосозданный вуз был передан в ведение Академии наук Туркмении.
Университет рассчитан на обучение в нём трёх тысяч человек. По состоянию на 2016—2017 учебный год в университете обучается около 280 студентов.
На проведённой в начале 2019 года в Университете инженерных технологий Туркменистана имени Огуз хана конференции учёных, преподавателей вузов и студентов было объявлено о принятии решении руководством страны было о постепенном переводе всех туркменских научных институтов и вузов на хозрасчётную систему с исключением их финансирования из государственного бюджета в рамках новой политики страны в научно-образовательной сфере.

## Процесс обучения
Высшее образование даётся по следующим направлениям: изучение материалов и технология новых материалов; наноматериалы; химическая технология; биотехнология; информационные системы и технологии; автоматизация и управление; мехатроника и робототехника; инноватика, металлургия; естественные науки; электроника, радиотехника и системы связи.
В университете предполагается трёхступенчатая система образования: бакалавриат, магистратура и докторантура. Обучение в университете ведётся на английском и японском языках. На первых двух курсах акцент делается на углублённом изучении английского и японского языков, после чего обучение предполагается уже на них.
Занятия по ряду курсов ведут преподаватели японского Университета Цукубы.
По словам Чрезвычайного и Полномочного посла Японии в Туркмении Такахико Кацуматe вуз является «является единственным научно-технологическим университетом в Туркменистане с учебной программой по японской модели».
Обучение в Университете инженерных технологий Туркменистана имени Огуз хана платное.
В 2018 г. студенты университета заняли суммарное первое место по итогам ежегодной межвузовской государственной предметной олимпиады, проводимой в стране Министерством образования Туркмении.

## Структура университета
В университете действует 5 факультетов, 15 кафедр, научно-исследовательский центр.
При университете в 2016 году также была открыта специализированная средняя школа, в которой с первого класса ведётся изучение японского языка.
В начале 2019 года в состав Университета инженерных технологий Туркменистана имени Огуз хана включён Институт общей и прикладной биологии, образованный после проведённой Президентом Туркмении Гурбангулы Бердымухамедовым реорганизации Академии наук страны, в ходе которой Институт биологии и лекарственных растений академии был разделён на Институт лекарственных растений и Институт общей и прикладной биологии. Новообразованный Институт общей и прикладной биологии стал правопреемником Института биологии и лекарственных растений Академии наук Туркмении по вопросам «развития направлений биологии и биотехнологии», а также «основательного изучения растительного мира».
В 2020 году в университете открыта аспирантура по специальности «Математическое моделирование, численные методы и комплексы программ».

## Учебные корпуса и общежитие
Для университета была построено новое здание, открытое 1 сентября 2016 года в Ашхабаде. Университет инженерных технологий Туркменистана имени Огуз хана располагается на площади 12 гектаров, рассчитан на 3000 студентов. На этой территории разместился комплекс, который включает в себя 5 этажное главное здание, 2 учебных корпуса, общежитие на 1200 мест и спортивно-оздоровительный центр, а также научно-исследовательский центр, Центр изучения языков и библиотека с фондом литературы на разных языках для углубленного изучения дисциплин. Кроме того, вуз располагает электронной библиотекой. Университет располагает 185 учебными помещениями.

## Международное сотрудничество
Руководством Туркмении предполагается, что университет будет играть особую роль в двухсторонних отношениях с Японией в сфере науки и образования. Предполагается, что по окончании третьего курса университета, его лучшие ученики продолжат получать своё образование и вести научные исследования в университетах Японии. Преподаватели вуза, согласно распоряжению президента Туркмении, будут также направлены в Японию для изучения опыта данной страны в отраслях, обучение по которым в университете ведётся подготовка специалистов.
В 2018 году на встрече президентов Туркмении Гурбангулы Бердымухамедова и Узбекистана Шавката Мирзиёева были заключены договоры о двустороннем сотрудничестве между университетами стран, в том числе Университета инженерных технологий имени Огуз-хана и Бухарским инженерно-технологическим институтом.
В ноябре 2018 года Университет инженерных технологий Туркменистана имени Огуз хана стал участником проекта «Модернизация высшего образования в Центральной Азии через новые технологии» программы «Эразмус+» Евросоюза. Координацию работ по внедрению инновационных технологий в университете и технологической модернизации существующих образовательных программ осуществляет Русенский университет имени Ангела Кынчева. В рамках программы «Эразмус+» в вузе предполагается создание центра инновационных образовательных технологий, а также «учебных залов будущего» – интернет-ресурса с информацией о деятельности университета, его учебных и практических материалах и многом ином, на основе практики обучения в Русенском университете.